# Коллатц, Лотар
Лотар Коллатц (нем. Lothar Collatz; 6 июля 1910, Арнсберг — 26 сентября 1990, Варна) — немецкий математик. Его именем названа до сих пор не решённая гипотеза Коллатца или же проблема 3x + 1. Его именем также названая формула Коллатца — Виландта для собственного значения Перрона — Фробениуса положительной квадратной матрицы. Кроме того, работа Коллатца 1957 года с Ульрихом Синоговицем, погибшим при бомбардировке Дармштадта во время Второй мировой войны положила начало спектральной теории графов.

## Биография
Родился в Арнсберге, Вестфалия. Коллатц учился в университетах Германии, включая Берлинский университет под руководством Альфреда Клозе, получив докторскую степень в 1935 году за диссертацию под названием Das Differenzenverfahren mit höherer Approximation für lineare Differentialgleichungen (Метод конечных разностей с высшим приближением для линейных дифференциальных уравнений). Затем он работал ассистентом в Берлинском университете, а в 1935 году перешёл в Технический университет Карлсруэ. Там он также получил хабилитат в 1937 году. С 1938 по 1943 год работал приват-доцентом в Карлсруэ. В годы войны он работал с Алвином Вальтером в Институте практической математики Дармштадтского технического университета.
С 1952 года до выхода на пенсию в 1978 году Коллатц работал в Гамбургском университете, где в 1953 году основал Институт прикладной математики. После выхода на пенсию в качестве почётного профессора он продолжал активно участвовать в математических конференциях.
За свой большой вклад в эту область Коллатц при жизни удостоился множества наград, в том числе:
- выборы в Академию наук Леопольдина, Болонскую академию наук и Академию в Модене в Италии.
- почётный член Гамбургского математического общества
- почётные степени Университета Сан-Паулу, Венского технического университета, Университета Данди в Шотландии, Университета Брунеля в Англии, Ганноверского университета в 1981 году и Дрезденского технического университета .

Он неожиданно умер от сердечного приступа в Варне, Болгария, во время участия в математической конференции.

## Избранные работы
- Das Differenzenverfahren mit höherer Approximation für lineare Differentialgleichungen (= Schriften des Mathematischen Seminars und des Instituts für angewandte Mathematik der Universität Berlin – Band 3 / Heft 1), Лейпциг, 1935 г.
- Eigenwertprobleme und ihre numerische Behandlung. Лейпциг 1945 г.
- Eigenwertaufgaben mit technischen Anwendungen. Лейпциг 1949, 1963
- Numerische Behandlung von Differentialgleichungen. Берлин 1951,[10] 1955[11] (англ. Пер. 1966)
- Differentialgleichungen für Ingenieure. Штутгарт 1960
- с Вольфгангом Веттерлингом: Optimierungsaufgaben Berlin 1966, 1971 (англ. пер., 1975)
- Funktionalanalysis und Numerische Mathematik. Берлин 1964
- Differentialgleichungen. Eine Einführung unter besonderer Berücksichtigung der Anwendungen. Штутгарт, Teubner Verlag, 1966, 7-е изд. 1990 г.
- с Юлиусом Альбрехтом: Aufgaben aus der angewandten Mathematik I. Gleichungen in einer und mehreren Variablen. Приближение. Берлин 1972 г.
- Numerische Methoden der Approximationstheorie. т. 2. Vortragsauszüge der Tagung über Numerische Methoden der Approximationstheorie vom 3.-9. Июнь 1973 г., институт Mathematischen Forschungsinstitut Oberwolfach, Штутгарт, 1975 г.
- Теория приближений: Tschebyscheffsche Approximation und Anwendungen. Teubner 1973